# Церковь Святого Михаила (Гамбург)
Церковь Святого Михаила (нем. Hauptkirche Sankt Michaelis — «главная церковь Святого Михаила») — главная протестантская (евангелическая) церковь Гамбурга, одно из наиболее значительных архитектурных сооружений Северной Германии, являющееся «визитной карточкой» города. Храм в стиле позднего барокко, посвящённый Архангелу Михаилу, известен также под названием «Большой Михель». Церковь Святого Михаила находится в южном квартале Нового города, башня церкви хорошо заметна с кораблей, направляющихся в порт Гамбурга, формируя морской фасад вольного Ганзейского города.

## История
Первая церковь Святого Михаила, покровителя моряков, была возведена в Новом городе Гамбурга в 1648—1669 году Петером Маркардтом и Кристофом Корбинусом. Это была большая красивая трёхнефная церковь, в конце XVII века она считалась одним из четырёх главных храмов Гамбурга. Однако её ждала недолгая жизнь — в 1750 году в результате удара молнии храм полностью сгорел, колокольня храма обрушилась. На следующий же год на старом месте было начато возведение новой церкви по проекту Иоганна Леонарда Прея и Эрнста Георга Зоннина. К 1762 году постройка была закончена, однако башня церкви была выведена лишь до уровня крыши. Только к 1786 году гамбургцы смогли завершить дело — храм украсился элегантной и яркой башней и стал тем Михелем, которым жители города по праву гордятся и сейчас.
Но испытания, выпавшие на долю Михеля, на этом далеко не закончились. 3 июля 1906 года его ждал новый удар судьбы — во время строительных работ возник пожар — полностью выгорела и обрушилась башня, от церкви остались одни стены. Целый ряд архитекторов и влиятельных граждан Гамбурга высказались против восстановления Большого Михеля. Они предлагали поставить на том же месте новую церковь — воздвигнутую в соответствии с духом XX века. Однако простые жители Гамбурга, любившие и гордившиеся своей достопримечательностью, решили восстанавливать храм. К 1912 году третья церковь Святого Михаила была возведена по прежним чертежам, но при этом использовались самые современные материалы и технологии. Именно железобетонная конструкция помогла третьей церкви выстоять во время Второй мировой войны, когда Гамбург, как один из промышленных центров и основных портов Германии, подвергался массированным бомбардировкам.
13 ноября 1980 года здесь в исполнении артистов Гамбургского балета прошла премьера «Эскизов к Страстям по Матфею», предварительного варианта спектакля Джона Ноймайера «Страсти по Матфею» (сценическая премьера состоялась 25 июня 1981 года на сцене Гамбургской оперы).
В 2008 году изображение церкви Святого Михаила в Гамбурге было помещено на реверс памятной монеты номиналом 2 евро из серии «Федеральные земли Германии» как символ федеральной земли Гамбург.

## Архитектура

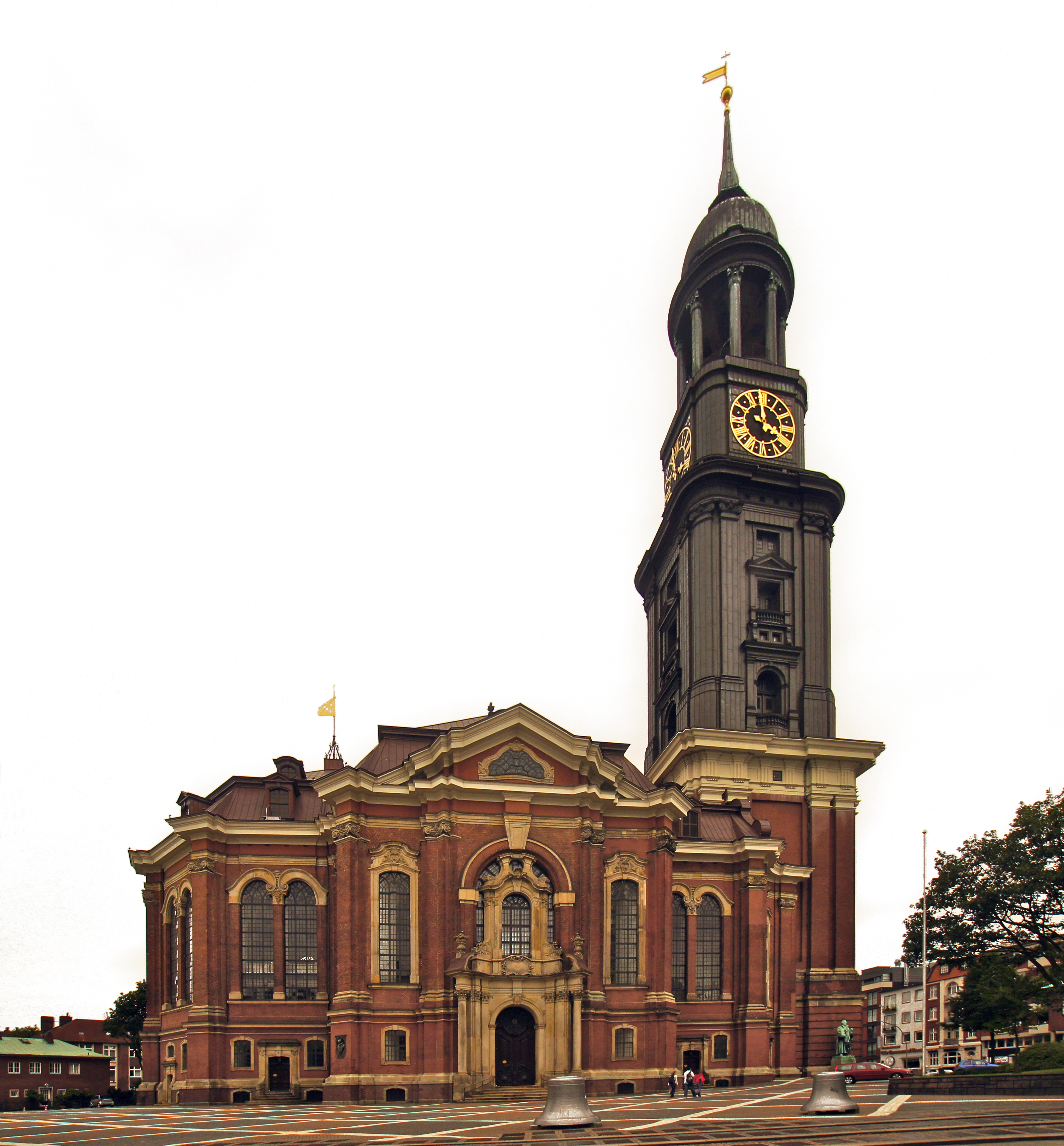
Церковь Святого Михаила

Спроектированная в XVIII веке церковь Святого Михаила представляет собой яркий образец архитектуры на стыке двух эпох — барокко и классицизма. Церковь симметрична в плане, её длина 71, ширина 51, высота нефа — 27 метров. Для облицовки здания использован местный красный обожжённый кирпич, декоративные элементы исполнены из известняка; стены и порталы членены ионическими пилястрами. Над главным порталом храма установлена большая бронзовая статуя Архангела Михаила, побеждающего дьявола.
Впечатляющая 132-метровая колокольня церкви Святого Михаила является второй по высоте в Гамбурге, формируя узнаваемый силуэт города. На высоте 106 метров расположена обзорная площадка, до которой можно добраться на лифте или пешком, преодолев 453 ступени. Часы на колокольне — самые большие в Германии. Они изготовлены страсбургской фирмой Ungerer. Цифры и стрелки часов покрыты сусальным золотом. Каждый из четырёх циферблатов имеет восемь метров в диаметре, длина большой стрелки почти пять метров, маленькой — более трёх с половиной, вес каждой стрелки около 130 килограммов. Современный большой колокол церкви отлит в Карлсруэ в 2008 году.

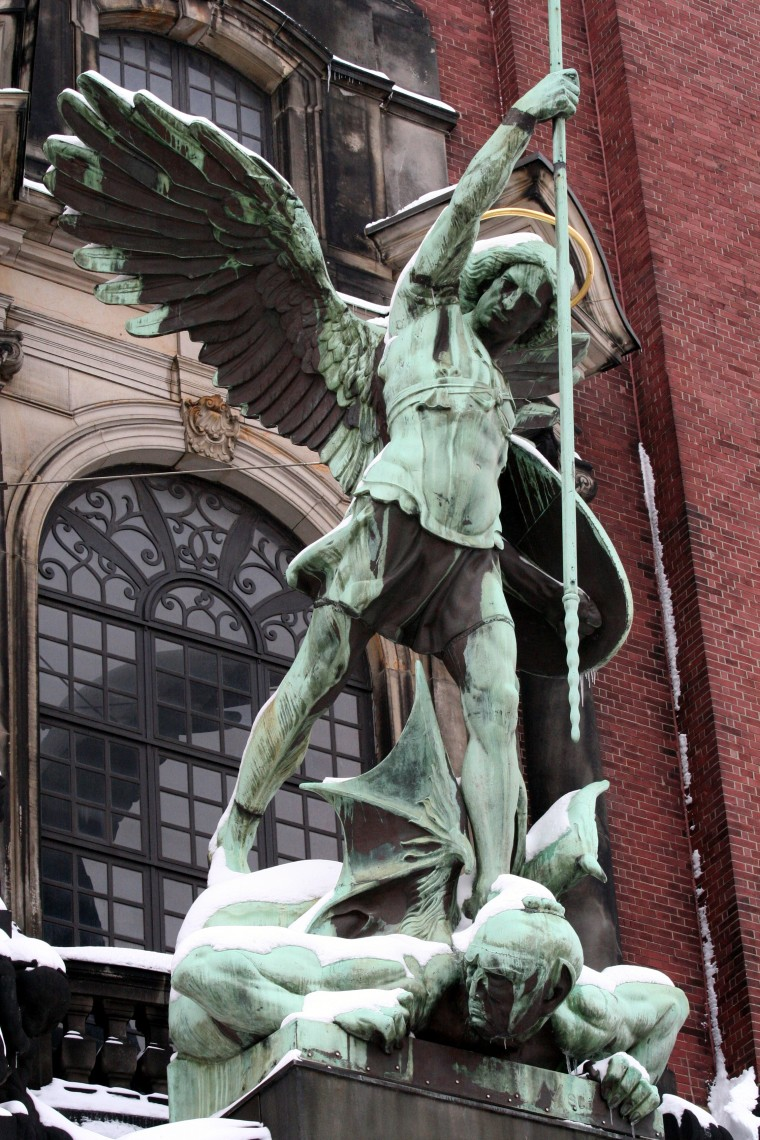
Статуя Архангела Михаила над главным порталом

Посетители входят в храм через подножие башни. Хорошо освещённый зал на 2500 мест имеет в плане форму креста. Мраморный алтарь высотой 20 метров со стоящими по сторонам колоннами, волнистой надстройкой и золотым нимбом Святого Духа выдержан в стиле барокко. Над алтарным столом — рельеф из позолоченной бронзы, показывающий Тайную вечерю, по сторонам алтаря изображены сцены из жизни Иисуса. Рядом с алтарём стоит купель из белого итальянского мрамора — часть из того немногого, что осталось от второй церкви.
В центральном и боковом приделах церкви Святого Михаила установлены мемориальные доски в память погибших моряков. В крипте церкви похоронены композиторы Иоганн Маттезон и Карл Филипп Эммануил Бах.